# Primaballerina
Chansons représentant l'Allemagne au Concours Eurovision de la chanson
Ein Hoch der Liebe
(1968) Wunder gibt es immer wieder
(1970)
Primaballerina (« Première ballerine » en italien) est une chanson interprétée par Siw Malmkvist sortie en disque 45 tours en 1969.
C'est la chanson représentant l'Allemagne au Concours Eurovision de la chanson 1969.
La chanson a également été enregistré par Siw Malmkvist sous le même titre en espagnol et en suédois.

## À l'Eurovision

### Sélection
La chanson Primaballerina, interprétée par Siw Malmkvist, est sélectionnée en interne en 1969 par la Hessischer Rundfunk (HR), pour représenter l'Allemagne au Concours Eurovision de la chanson 1969 le 29 mars à Madrid.

### À Madrid
La chanson est intégralement interprétée en allemand, langue officielle de l'Allemagne, comme l'impose la règle de 1966 à 1972. L'orchestre est dirigé par Hans Blum (en).
Primaballerina est la treizième chanson interprétée lors de la soirée du concours, suivant Oj, oj, oj, så glad jeg skal bli de Kirsti Sparboe pour la Norvège et précédant Un jour, un enfant — l'une des quatre chansons lauréates de 1969 par la suite — de Frida Boccara pour la France.
À l'issue du vote, elle obtient 8 points, se classant 9e — à égalité avec Judy, min vän de Tommy Körberg pour la Suède — sur 16 chansons,.

## Liste des titres
| A. | Primaballerina                | Hans Blum (en)                 |  |
| B. | Mir fehlt der Knopf am Pyjama | Hans Blum, Carl Ulrich Blecher |  |

## Classements

### Classements hebdomadaires
| Classement (1969)             | Meilleure position |
| ----------------------------- | ------------------ |
| Allemagne (GfK Entertainment) | 13                 |

## Historique de sortie
| Pays                  | Date | Format   | Label     |
| --------------------- | ---- | -------- | --------- |
| Allemagne de l'Ouest, | 1969 | 45 tours | Metronome |
| Espagne               | 1969 | 45 tours | Belter    |
| Suède                 | 1969 | 45 tours | Metronome |